# Col·loide

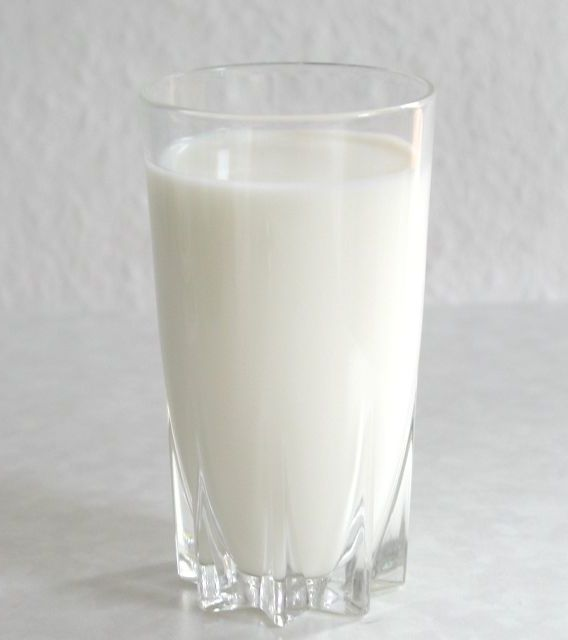
La llet és un col·loide.

En química un col·loide, suspensió col·loidal o dispersió col·loidal és un sistema físic que està compost per dues fases: una contínua, normalment fluida, i una altra dispersa en forma de partícules de grandària mesoscòpica (és a dir, a mig camí entre els mons macroscòpic i microscòpic). Un col·loide és una mescla heterogènia formada per partícules que no són apreciables a primera vista, però molt més grans que qualsevol molècula i que tenen una grandària d'entre 0,1 µm i 0,001 µm (1 nm-100 nm) o el que seria el mateix, més gran de 10–7 cm i més petit que 2 x 10–5 cm, dins del que la comunitat científica defineix com a escala mesoscòpica.

## Etimologia

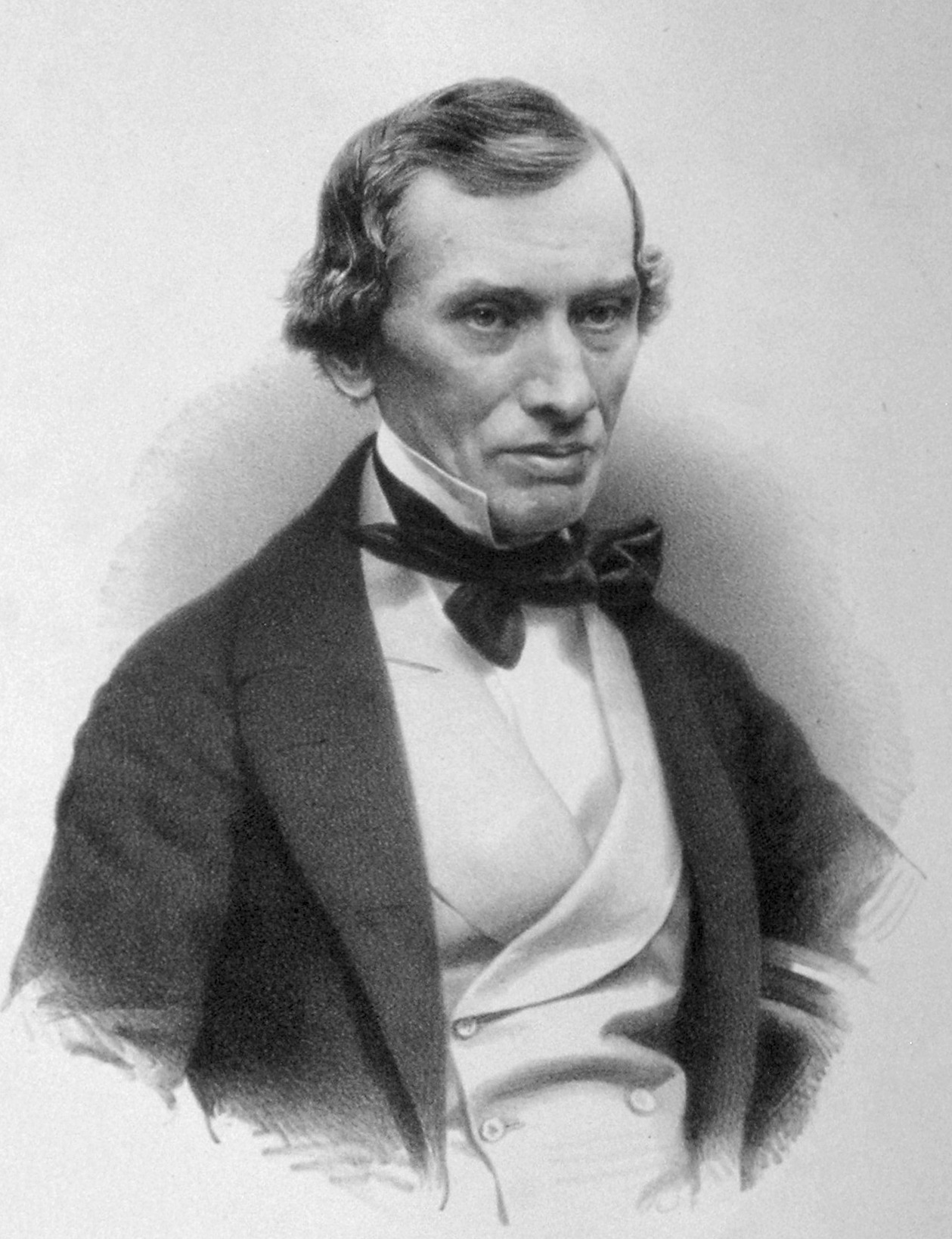
Thomas Graham.

El mot «col·loide» prové de l’anglès colloid, amb el mateix significat. És un terme introduït el 1861 pel químic escocès Thomas Graham (1805-1869), adaptació del grec kollṓdēs ‘enganxós', a partir del mot grec κόλλα kólla ‘cola’ ‘goma, aiguacuit’ i del sufix —oide, del grec —οειδής —oeidḗs o —οειδές —oeidés, de —ο— —o—, vocal d'unió, i —ειδής —eidḗs o —ειδές —eidés 'semblant a’, de l'arrel de εἶδος eîdos ‘forma’. Aquest nom fa referència a una de les principals propietats dels col·loides: la seva tendència espontània a agregar o formar coàguls.

## Història

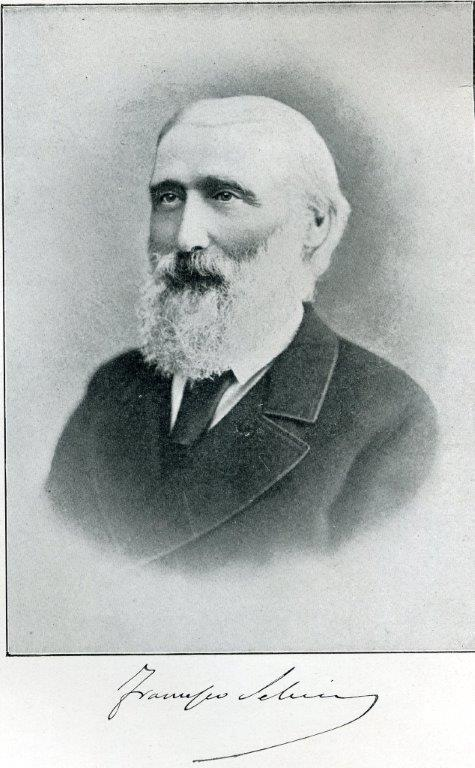
Francesco Selmi.

Tot i que l'home prehistòric aplicà el coneixement col·loidal fa molts milers d'anys, el bressol de l'estudi dels col·loides data de la meitat del segle XIX, que és molt abans que l'existència de les molècules s'establís de manera irrefutable. En retrospectiva, el químic italià Francesco Selmi (1817-1881) i l'escocès Thomas Graham (1805-1869) són considerats els fundadors de l'estudi dels col·loides perquè foren els primers a iniciar un treball sistemàtic sobre la preparació, caracterització i estabilitat dels col·loides. Selmi ja havia establert la forta influència perjudicial que tenen els electròlits sobre l'estabilitat del sofre i altres sols. A aquests investigadors hom pot afegir el nom de l'anglès Michael Faraday (1791-1867), que dugué a terme els seus famosos experiments amb sols d'or al voltant de 1857. També observà l'efecte de la sal, i considerà la dispersió de la llum i la protecció per gelatina. Arribà a adonar-se que els canvis en les propietats de la interfície de la solució d'or tenen un paper important. Si hagués sotmès els seus sols a un camp elèctric, hauria descobert que l'estabilitat i la mobilitat electroforètica estan relacionades. Els fenòmens electrocinètics es coneixen des de 1809, però la relació amb l'estabilitat només l'establiren cap al 1900 Hardy. Perrin, Burton, Kruyt i molts altres investigadors que van seguir aquesta línia més enllà. Una de les principals troballes fou la diferència entre col·loides hidròfobs i hidròfils. Aquesta darrera categoria és molt més resistent als electròlits que, en aquests sistemes, actuen essencialment com a modificadors de la qualitat del dissolvent.
El 1903 el físic alemany Henry Siedentopf (1872-1940) i el químic austríac Richard Zsigmondi (1865-1929) desenvoluparen l'ultramicroscopi que permeté observar les partícules dels col·loides aprofitant l'efecte Tyndall. L'any 1925 Zsigmondi fou guardonat amb el Premi Nobel de Química pels seus estudis i experimentacions sobre les suspensions col·loidals. El 1926 el químic suec Theodor Svedberg (1884-1971) inventà l'ultracentrífuga i fou honrat amb el Premi Nobel de Química pels seus treballs sobre la fisicoquímica dels sistemes dispersos.
La comprensió del comportament dels col·loides hidrofòbics fou possible gràcies a la teoria DLVO, deguda als russos Boris Derjagin (1902-1994) i Lev Landau (1908-1968), per una part el 1941, i pels neerlandesos Evert Verwey (1805-1981) i Jan Theodoor Overbeek (1911-2007), per una altra el 1948. Aquesta teoria contempla les forces d'atracció entre micel·les col·loidals (forces de van der Waals) i forces de repulsió electroestàtica. El químic alemany Wolfgang Ostwald (1883-1943) fou qui realitzà la primera classificació dels col·loides, demostrant la importància de la mida de les partícules i que no eren substàncies pures sinó agregacions de molècules o partícules. A les mateixes conclusions arribà els mateixos anys el químic Wilder Bancroft (1867-1953).

## Classificació
Segons quina sigui llur constitució, hom pot considerar tres tipus fonamentals de col·loides:
- col·loides micel·lars, les micel·les col·loidals estan formades per una agrupació de molècules,
- col·loides macromoleculars, una sola gran macromolècula és la micel·la col·loidal i
- col·loide d'agrupació macromolecular, les micel·les col·loidals estan formades per unes quantes macromolècules.[10]

Segons el grau d’afinitat amb el medi dispersant, són liòfils o liòfobs:
- Un col·loide liòfil és aquell en que les partícules del col·loide presenten interaccions atractives amb el dissolvent, per la qual cosa les partćiules estan solvatades, envoltades de molècules del dissolvent.[11]
- Un col·loide liòfob és aquell les partícules de la qual, en estat de dispersió, no són solvatades perquè presenten interaccions repulsives amb el dissolvent, la qual cosa fa que es coagulin amb facilitat.[11]

Encara que el col·loide per excel·lència és aquell en el qual la fase contínua és un líquid i la fase dispersa es compon de partícules sòlides, poden trobar-se col·loides els components dels quals es troben en altres estats d'agregació, en la següent taula es recullen els diferents tipus de col·loides segons l'estat de les seves fases contínues i disperses:

Simulació del moviment brownià d'una partícula gran (partícula de pols, de color groc) que xoca amb un gran conjunt de partícules més petites (partícules d'una dispersió col·loidal) que es mouen amb diferents velocitats en diferents direccions aleatòries.

|               |        | Fase dispersa                                                        | Fase dispersa                                     | Fase dispersa                                           | Fase dispersa | Fase dispersa                                                      |  |
| ------------- | ------ | -------------------------------------------------------------------- | ------------------------------------------------- | ------------------------------------------------------- | ------------- | ------------------------------------------------------------------ |  |
| Gas           | Gas    | Líquid                                                               | Líquid                                            | Sòlid                                                   | Sòlid         |                                                                    |  |
| Fase contínua | Gas    | No n'hi ha. Tots els gasos són solubles entre si.                    | No n'hi ha. Tots els gasos són solubles entre si. | Aerosol. Exemples: Boira, merenga, esprais.             |               | Aerosol sòlid. Exemples: fum, pols en suspensió, cendra volcànica. |  |
| Fase contínua | Líquid | Escuma. Exemples: escuma d'afaitar, escuma de cervesa, nata muntada. |                                                   | Emulsió. Exemples: llet, maionesa, crema de mans, sang. |               | Sol. Exemples: pintura, tinta xinesa.                              |  |
| Fase contínua | Sòlid  | Escuma sòlida. Exemples: pumicita, aerogel                           |                                                   | Gel. Exemples: gelatina, formatge, flam.                |               | Sol sòlid. Exemples: robí, vidre.                                  |  |

## Propietats
Les propietats fonamentals dels col·loides no són degudes a llur constitució química, sinó a l'estat físic de dispersió. Les seves partícules no poden ser observades a primera vista, ni poden ser observades al microscopi, raó per la qual també hom les coneix com a submicrons. Les partícules dels col·loides reben el nom de micel·les col·loidals i poden ser distingides a l'ultramicroscopi, perquè tenen unes dimensions (considerades com a partícules esfèriques) de 0,1 a 0,001 μm de diàmetre, o sia que, dit més correctament, tenen de 103 a 109 àtoms per partícula. Les micel·les disperses són molt més grans que les molècules del dissolvent.
Els col·loides donen lloc a un moviment característic de partícules majors, el moviment brownià. Partícules de dimensions microscòpiques (~1 μm) en una suspensió col·loidal presenten un moviment erràtic causat pels impactes desordenats amb les micel·les col·loidals, les quals es desplacen contínuament per agitació tèrmica, xocant les unes contra les altres, contra les parets del recipient i contra aquesta partícula macroscòpica. Els xocs produeixen canvis de la direcció del moviment i de la seva velocitat.

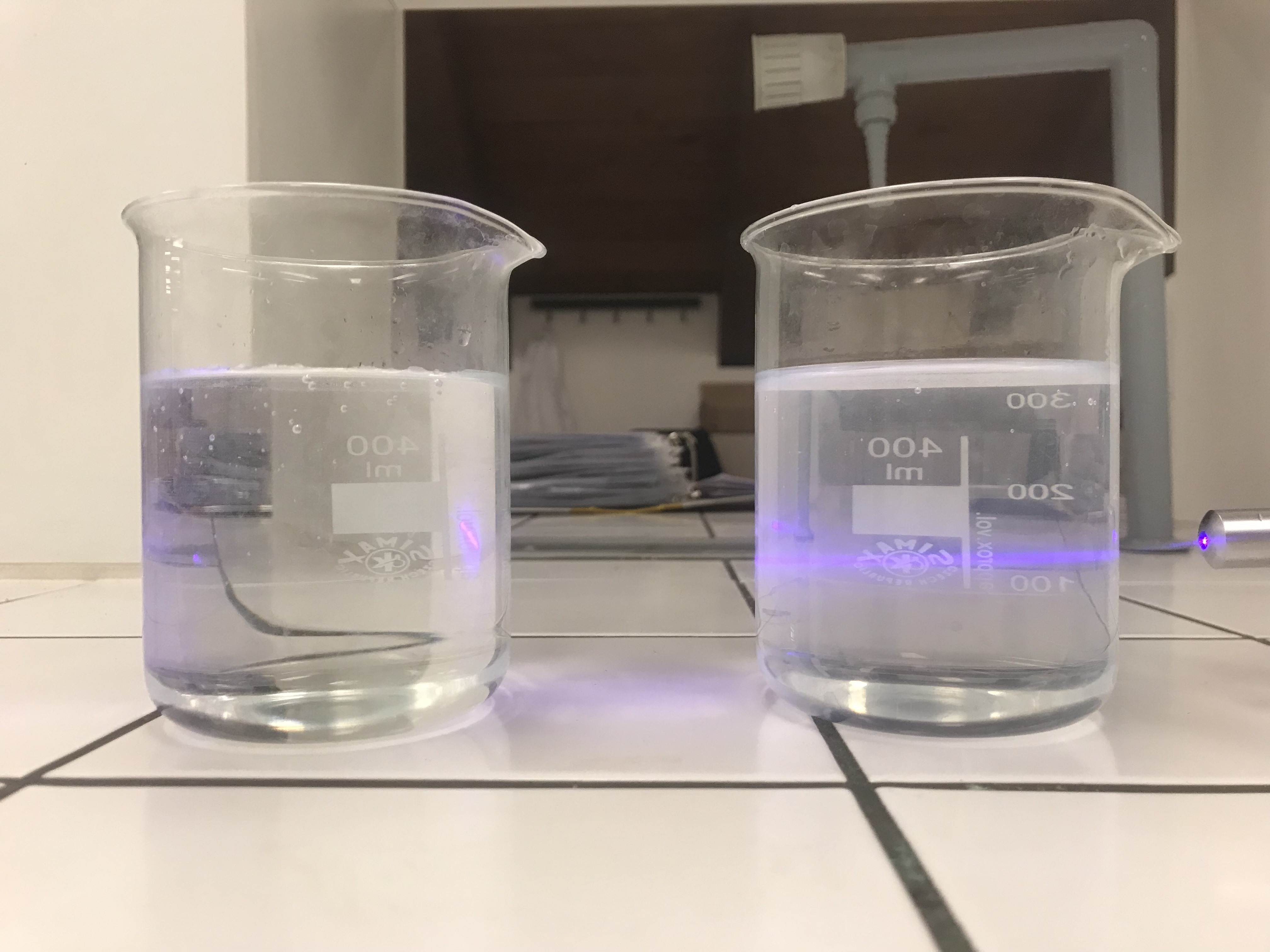
Un raig de llum, que entra per la dreta, produeix efecte Tyndall dins de la dispersió col·loidal de la dreta, però no dins la dissolució de l'esquerra (no s'observa el raig dins la dissolució).

Les dispersions col·loidals donen lloc a efecte Tyndall, fenomen que no presenten les dissolucions. L'efecte Tyndall és la dispersió de la llum produïda per partícules col·loidals quan es fa passar un raig de llum a través d'un col·loide. Contra un fons negre, un raig de llum forma un con lluminós dins del col·loide amb el vèrtex al punt on entra el raig, el raig es va dispersant. La intensitat del con lluminós augmenta amb el nombre i les dimensions de les partícules. També una part de la llum es desvia en angles superiors als del con i el con s'observa en direccions perpendiculars. Dins les dissolucions el raig no es dispersa, surt amb la mateixa gruixa que entra, i la llum surt tota en la direcció del raig i no s'observa perpendicularment.
La viscositat de les solucions col·loidals és superior a la del dissolvent pur, especialment en el cas de col·loides liòfils.
La càrrega elèctrica dels col·loides és típicament negativa, amb poques excepcions; quan aquesta càrrega és neutralitzada, o n'és extret l’embolcall d’hidratació, es produeix la floculació del col·loide. La floculació és un procés pel qual les partícules de la dispersió col·loidal tendeixen a unir-se formant flòculs de dimensions prou grans per a comportar una separació de la fase dispersa i la fase dispersant.
Els filtres que no poden travessar són les membranes semipermeables, com el paper de cel·lofana i el col·lodió.

## Teoria DLVO

Representació d'energies respecte a distàncies de separació de les micel·les. En blau l'energia potencial de repulsió deguda a la força de Coulomb que augmenta en disminuir la distància. En vermell l'energia potencial d'atracció de les forces de van der Waals. En blau la suma d'aquestes dues. A l'esquerra la corba té un mínim molt profund i a la dreta hi ha un mínim poc profund.

La teoria DLVO és una teoria que explica la coagulació de les partícules col·loidals hidròfobes basant-se en la simple addició de les corbes d'energia potencial de repulsió i atracció entre dues partícules col·loidals, en funció de la seva distància de separació. Fou proposada inicialment pels russos Boris Derjagin i Lev Landau el 1941, i completada pels neerlandesos Evert Verwey i Jan Theodoor Overbeek el 1948, sent DLVO les inicials dels cognoms d'aquests investigadors.
Segons la magnitud relativa de l'energia potencial de repulsió, VR, deguda a la repulsió electroestàtica de les càrregues elèctriques (habitualmnet negatives) de les partícules col·loidals; i la del potencial d'atracció, VA, deguda a les forces de van der Waals, s'obté una corba de l'energia potencial total com a suma de les altres, VT = VA + VR, que mostra diferents característiques. A distàncies de separació curtes apareix un mínim profund que determina la distància de màxima aproximació i que és on es produeix la coagulació, a distàncies intermèdies predomina la repulsió i el sistema és estable (zona del màxim de la corba VT) i a majors distàncies el terme repulsiu cau més ràpidament que l'atractiu i es pot observar un segon mínim poc profund que correspon a la floculació de les partícules, a causa de que predominen les forces atractives (forces de van der Waals). Com que el segon mínim és poc profund, la floculació sol ser reversible i es pot tornar a estabilitzar el sistema col·loidal.

## Usos

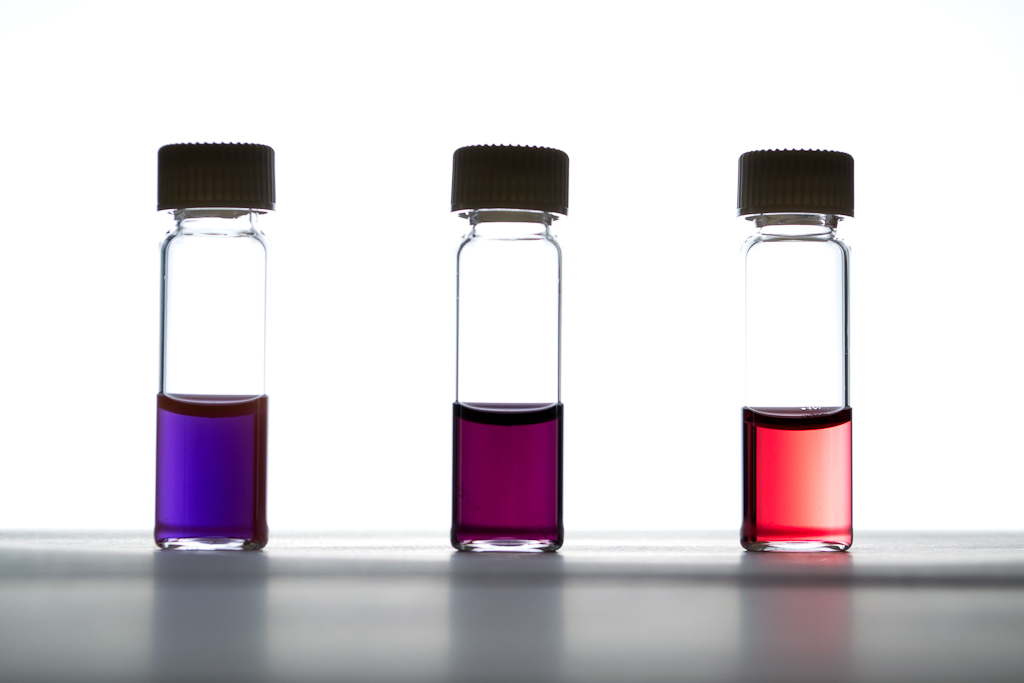
Col·loides de nanopartícules d'or de diferents mides de partícules que donen lloc a diferents colors.

Actualment, i a causa de les seves aplicacions industrials i biomèdiques, l'estudi dels col·loides ha cobrat una gran importància dintre de la química física i de la física aplicada. Així, nombrosos grups d'investigació de tot el món es dediquen a l'estudi de les propietats òptiques, acústiques, d'estabilitat i del seu comportament enfront de camps externs. En particular, el comportament electrocinètic (principalment les mesures de mobilitat electroforètica) o la conductivitat molar de la suspensió completa.
En general, l'estudi dels col·loides és experimental, encara que també es realitzen grans esforços en els estudis teòrics, així com en desenvolupament de simulacions informàtiques del seu comportament. En la major part dels fenòmens col·loidals, com la conductivitat i la mobilitat electroforètica, aquestes teories tan sols reprodueixen la realitat de manera qualitativa, però l'acord quantitatiu continua sense ser completament satisfactori. Moltes substàncies comunes com la mantega, la llet, els aerosols (la boira, el fum, el boirum), l'asfalt, la tinta, la pintura o la cola són col·loides.